# Куридере
Куридере (мкд. Куридере) су насеље у Северној Македонији, у средишњем делу државе. Куридере управно припадају општини Градско.

## Географија
Куридере су смештене у средишњем делу Северне Македоније. Од најближег већег града, Велеса, насеље је удаљено 20 km југоисточно.
Рељеф: Насеље Куридере се налази у историјској области Повардарје. Село је положено у долини Вардара, на првим брдима северно од реке. Насеље је положено на приближно 260 метара надморске висине. 
Месна клима је измењена континентална са значајним утицајем Егејског мора (жарка лета).

## Становништво
Куридере су према последњем попису из 2002. године биле без становника. 
Већинско становништво у насељу били су Турци, који су после Првог светског рата махом иселили у матицу.
Претежна вероисповест месног становништва био је ислам.